# Окружение

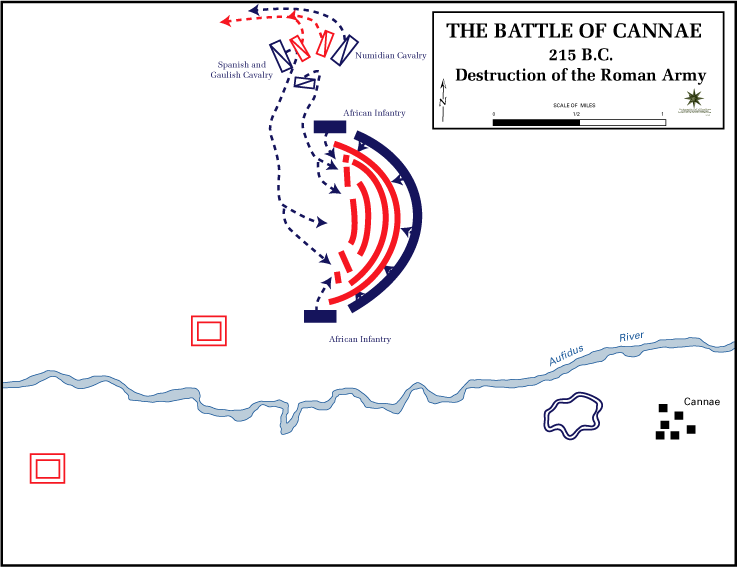
Битва при Каннах 216 г. до н. э. — первый исторический пример окружения

Окружение вермахта советскими войсками во время боевых действий с 19 ноября по 24 декабря 1942 года, Операция Уран.

Окруже́ние — военный стратегический (тактический) приём, заключающийся в изоляции определённой группировки войск (сил) противника от остальных сил и их союзников в целях уничтожения или пленения. В военном жаргоне вместо термина «окружение» могут использоваться такие слова как «котёл», «мешок», «кольцо».
Если речь идёт об окружении неприятельского объекта путём пресечения его внешних связей, то говорят о военной блокаде.

## Суть приёма
Попадание в окружение крайне опасно для окружаемых войск. На тактическом уровне войска, находящиеся в окружении, подвержены атакам фактически со всех сторон и вынуждены перейти к круговой обороне. На стратегическом уровне окружение приводит к изоляции войск от линий снабжения и обеспечения, лишает их возможности подхода войсковых подкреплений и резервов, вывоза раненых и больных. Подобная ситуация ставит командование окруженными войсками в ситуацию очень ограниченного выбора — либо сражение насмерть, либо капитуляция. Труднодостижимыми альтернативами могут служить самостоятельный прорыв соединений из окружения на территорию, подконтрольную союзным силам, или же упорная оборона в ожидании снятия окружения извне другими силами, дружественными для окруженных войск. Необходимо также учитывать, что окружение в большинстве случаев крайне негативно сказывается на боевом духе окружённых, что может привести к снижению боевой эффективности подразделений, случаям дезертирства, самовольной сдачи в плен и т. п.
В сражениях древности и средневековья оперативно-тактический подход к окружению нередко предполагал, что окруженному в битве противнику следует оставлять небольшой путь для отступления. Таким образом поощрялось возможное желание противника к бегству, вопреки стоянию насмерть в ситуации очевидной безысходности, которая могла бы заставить окружённых сражаться с отчаянием обречённых и привести к большим потерям среди атакующих. В то же время, убегающего в панике врага было гораздо легче уничтожить либо пленить. В условиях современных боевых действий, характеризующихся высокой мобильностью и повышенной зависимостью от линий снабжения (в частности, от запасов горючего и боеприпасов), преобладает подход к полному окружению противника. В этом случае окружённые войска, лишенные возможности маневрировать и оставшиеся без поддержки и снабжения, быстро теряют боеспособность и вынуждены капитулировать.
Как правило, необходимым фактором успешного окружения является превосходство над противником в численности и техническом оснащении войск. Окружённые войска блокируются с воздуха, а на приморских направлениях — и с моря. Основной способ окружения — «двойные клещи» — достигается с помощью атаки флангов противника соответствующими эпохе мобильными силами (лёгкая кавалерия, танки и т. п.), которые, благодаря высокой скорости продвижения, замыкают «кольцо» в тылу противника. Помимо вышеописанного флангового манёвра мобильных сил, войска противника также связываются пробными атаками с лобового направления, препятствующими оперативной реакции врага на окружение с флангов. Окружение 6-й немецкой армии в Сталинградской битве в 1942 году является классическим примером.

## Из истории
К окружению противника стремились многие военачальники в войнах разных эпох. Классическим примером окружения является сражение при Каннах в 216 г до нашей эры, искусно осуществлённое карфагенским военачальником Ганнибалом. В Средние века тактика окружения широко использовалась в войнах и походах. Основными пример из истории Руси являются Лиственская битва. Окружение и уничтожение крупных масс противника в последующих войнах, в частности, в Первой мировой войне 1914—1918, — единичное явление.
Искусство окружения получило большое развитие и широко применялось во Второй мировой войне, в том числе, в операциях советских войск в Великой Отечественной войне. Советские войска успешно провели ряд крупных операций, в ходе которых было окружено и разгромлено свыше двухсот соединений противника. Многие из них стали классическими образцами операций на окружение, в них проявился высокий уровень советского военного искусства.
Крупнейшим в истории войн является окружение Вермахтом Юго-Западного фронта РККА под Киевом в августе-сентябре 1941 г., когда в плен попало более 600 тысяч красноармейцев.

## Окружение противника в годы Великой Отечественной
Характерными особенностями операций на окружение в годы Великой Отечественной войны являлись: большой размах — развёртывались на фронте 380—540 км и в глубину до 160—270 км, развивались со средним темпом наступления 15-20 км в сутки для стрелковых и 20—50 км для подвижных соединений; глубокое оперативное построение фронтов и армии; наличие в составе ударных группировок фронтов соединений подвижных войск (танковых и механизированных), которые создавали внутренний фронт окружения, а затем перенацеливались для активных действий на внешнем фронте; участие в операциях на окружение значительных сил авиации, которые осуществляли воздушную блокаду, наносили удары по противнику на внешнем и внутреннем фронтах окружения. Разнообразными были условия и способы окружения. Оно достигалось: прорывом обороны противника на двух или нескольких направлениях с последующим развитием наступления по сходящимся направлениям («Киевский котел» 1941, Сталинградская битва 1942—1943, Ясско-Кишинёвская операция 1944); преследованием отходящей группировки и нанесением ударов в глубину с выходом на фланги и тылы противника (окружение минской, бродской и берлинской группировок противника); путём обхода крупных населённых пунктов и городов в ходе преследования отходящей группировки противника в оперативной глубине (Минская операция 1944); в результате нанесения охватывающего удара в целях оттеснения вражеской группировки к морю (Восточно-Прусская операция 1945); путём обхода крупных населённых пунктов и городов и блокады в них гарнизонов противника (Бреслау, Познань и др.).

## Особенности и современность
Боевые действия на окружение не утратили своего значения в современной военной науке. В зависимости от состава окружаемых войск и привлекаемых для достижения этой цели сил и средств, окружение может осуществляться как в оперативном, так и в тактическом масштабе. В операциях без применения ядерного оружия окружение и уничтожение крупной группировки противника может потребовать усилий нескольких фронтов, а на приморских направлениях, кроме того, и сил флота. Оно может проводиться также силами одного фронта или армии. Тактическое окружение осуществляется силами соединений и частей.
Условием успешного окружения является создание внутреннего фронта и активно действующего внешнего фронта при одновременном блокировании окружённого противника с воздуха и с моря. Охват противника и создание внутреннего фронта осуществляются войсками, действующими на флангах окружаемой группировки. Для этого наступающие части и соединения в первую очередь должны захватывать узлы дорог, переправы на путях отхода противника и подхода его резервов. Поэтому в начале окружения внутренний фронт не всегда является сплошным. Войска, действующие на внешнем фронте, перехватывают наиболее важные направления, отбрасывают противника как можно дальше от внутреннего фронта. Иногда они могут выполнять свои задачи и обороной на выгодных рубежах, не допуская прорыва противника к окружённой группировке. По опыту Великой Отечественной войны на внутренний фронт окружения, как правило, выходила примерно половина наступающих войск. Группировка сил создаётся заблаговременно, в период планирования операции, или в ходе боевых действий по мере возникновения условий для окружения. Обычно группировка, осуществляющая окружение, должна иметь превосходство над противником в силах и средствах, прежде всего, на участках прорыва его обороны, а также при нанесении рассекающих ударов по окружаемому противнику. Окружение не исключено и при равенстве в силах. Важное значение при окружении имеют действия авиации и применение воздушных и морских десантов. Успешное ведение боевых действий на окружение во многом будет зависеть от умелого выбора направления главного удара. В операциях Великой Отечественной войны он наносился по такому месту и на тех направлениях, которые кратчайшим путём выводили наступающие войска в тыл окружаемой группировки и обеспечивали отсечение её от остальных войск противника и от притока резервов. Окружение и ликвидацию группировки противника осуществляют одновременно. Для этого по ней незамедлительно наносятся мощные огневые удары, на возможные пути её отхода высылаются сильные передовые отряды, высаживаются воздушные десанты. По главным силам окружаемой группировки наносятся рассекающие удары в целях уничтожения её по частям. В условиях применения ядерного оружия окружение группировок противника, вероятнее всего, будет осуществляться в ходе наступления и достигаться перехватом основных путей его отхода и блокадой окружённых группировок с воздуха и с моря без создания сплошного фронта окружения — окружение явится промежуточной задачей на пути к конечной цели операции.
Направление для наступления рекомендуется выбирать с таким расчётом, чтобы оно способствовало окружению противника, а затем его расчленению в целях уничтожения. Считается, что в ходе наступления могут возникнуть условия для окружения на нескольких направлениях. При недостатке сил и средств, в первую очередь, предусматривается уничтожение главной группировки, а также допускается возможность окружения противника меньшими силами.

### Периодика
- Шиманский А. Операции на окружение // Военно-исторический журнал : Печатный орган Министерства обороны СССР. — М.: Воен. изд-во, 1971. — № 9. — ISSN 0321-0626.
- Конев И. С. Операции на окружение // Военно-исторический журнал : Печатный орган Министерства обороны СССР. — М.: Воен. изд-во, 1976. — № 7. — ISSN 0321-0626.
- Агафонов Б. А., Манжурин И. Н. Ведение контрнаступательных операций на окружение: (Исторический опыт и современность) // Военная мысль : Военно-теоретический журнал — печатный орган Министерства обороны Российской Федерации. — М.: Воен. изд-во, 1993. — № 2. — С. 39—47.
- Рубан С. Н. Действия советских войск в окружении // Военная мысль : Военно-теоретический журнал. Печатный орган Министерства обороны Российской Федерации. — М.: Редакционно-издательский центр МО РФ, 1993. — № 9. — ISSN 0236-2058.